# Фремдінген
Фремдінген (нім. Fremdingen) — громада в Німеччині, знаходиться в землі Баварія. Підпорядковується адміністративному округу Швабія. Входить до складу району Донау-Ріс.
Площа — 50,07 км2. Населення становить 2115 ос. (станом на 31 грудня 2020).